# María Trinidad del Cid
María Trinidad del Cid Magdalena (Intibucá), 20 de mayo de 1899 - Tegucigalpa, Honduras, 19 de noviembre de 1966, escritora, periodista y feminista hondureña, perteneció a diversas asociaciones culturales en Honduras y en el extranjero. 

## Biografía
Nació en Magdalena, Intibucá; el 20 de mayo de 1899. Realizó sus estudios primarios entre Honduras y El Salvador, dada la cercanía de Magdalena a ese país. A la edad de 16 años, en 1915, comenzó estudios de magisterio en la Escuela Normal de Señoritas de Comayagüela, que concluyó el 26 de noviembre de 1922. Después de su graduación, colaboró con los periódicos: La Tribuna, El Amigo del Hogar, Vida, Regeneración, Antorcha, Vida Rotaria y Revista del Archivo y Biblioteca Nacionales. En 1928, representó a Honduras en el Primer Congreso Centroamericano de Educación, celebrado en Costa Rica. Fue portavoz de la Sociedad de Geografía e Historia de Honduras, entidad a la que se incorporó el 16 de julio de 1934, con la lectura “Monografía del Municipio de Magdalena en el Departamento de Intibucá”. Perteneció al Instituto Hondureño de Cultura Interamericana, Mesa Redonda Panamericana, al Grupo Zelaya Sierra, Sociedad del Magisterio Nacional y a la Liga Internacional Femenina, con sede en Washington.
Luchó incansablemente para lograr que las mujeres hondureñas gozaran plenamente de sus derechos políticos. El 5 de marzo de 1947 bajo su tutela patriótica fundó el Comité Femenino Hondureño; siendo ella su primera presidenta; luego esta organización se adhirió a la Comisión Interamericana de Mujeres; este Comité publicó la revista “Mujer de América”, dirigida por ella, cuyo primer número salió en marzo de 1947. Ese mismo año, representó a nuestro país en el Congreso de Historia Interamericana, celebrado en Nueva Orleans. En 1949 se logró instituir la “Hora de la Mujer” a través de la emisora decana HRN La Voz de Honduras; volvió a representar al país en el Congreso de Historia Municipal Interamericana, celebrado en Buenos Aires. 
Murió el 19 de noviembre de 1966.

### Obra
- La vida ejemplar de doña Guadalupe Reyes de Carías (1944).
- Los Héroes (1955).

### Reconocimientos
- Su imagen aparece en el sello postal de L. 0.10.